# Skänkeberg
Skänkeberg är en stadsdel i Jönköping.  
Skänkeberg ligger uppe på höjden väster om stadsparken, mellan Mariebo och Dalvik. Här finns bland annat två förskolor.